# Mattis Daube
Mattis Daube (* 30. März 1998 in Göttingen) ist ein deutscher Fußballspieler.

## Karriere
Nach seinen Anfängen in der Jugend der JSG Schwülme, von Hannover 96 und der JSG Lenglern/Harste wechselte er im Sommer 2012 in die Jugendabteilung von Werder Bremen. Für seinen Verein bestritt er zwölf Spiele in der B-Junioren-Bundesliga und 30 Spiele in der A-Junioren-Bundesliga. Im Sommer 2017 wurde er in den Kader der zweiten Mannschaft in der 3. Liga aufgenommen, konnte allerdings wegen einer Schambeinentzündung kein einziges Spiel bestreiten. Nach dem Abstieg seiner Mannschaft schloss er sich im Sommer 2018 Eintracht Northeim in der Oberliga Niedersachsen an. Nach einer Spielzeit und 23 Ligaspielen wechselte er im Sommer 2019 in die Regionalliga Nordost zum FC Viktoria 1889 Berlin.
In der Spielzeit 2020/21 wurde er mit der Viktoria Meister in der Regionalliga Nordost und stieg mit dem Verein in die 3. Liga auf. Er wechselte allerdings im Sommer 2021 in die Regionalliga Nord zum VfB Lübeck. Mit seinem Verein wurde er am Ende der Saison 2022/23 Meister und stieg in die 3. Liga auf. Außerdem konnte er in dieser Spielzeit, wie auch in der Vorsaison, mit seiner Mannschaft den SHFV-Pokal erringen. In der Saison 2023/24 absolvierte Daube fünf Drittligaspiele. Der VfB stieg wieder ab, woraufhin er den Verein mit seinem Vertragsende verließ.
Zur Saison 2024/25 schloss sich Daube in der fünftklassigen Oberliga Nordost dem Berliner Verein und Aufsteiger BFC Preussen an.

## Erfolge
FC Viktoria 1889 Berlin
- Meister der Regionalliga Nordost und Aufstieg in die 3. Liga: 2021

VfB Lübeck
- Meister der Regionalliga Nord und Aufstieg in die 3. Liga: 2023
- SHFV-Pokal-Sieger: 2022, 2023